# London-Marathon 1986
| 6. London-Marathon     | 6. London-Marathon             |
| ---------------------- | ------------------------------ |
| Stadt                  | London, Vereinigtes Königreich |
| Datum                  | 20. April 1986                 |
| Distanz                | 42,195 Kilometer               |
| Sieger                 |                                |
| Männer                 | Toshihiko Seko (2:10:02 h)     |
| Frauen                 | Grete Waitz (2:24:54 h)        |
| ← London-Marathon 1985 | London-Marathon 1987 →         |
| Website                | Offizielle Website             |

Der London-Marathon 1986 war die sechste Ausgabe der jährlich stattfindenden Laufveranstaltung in London, Vereinigtes Königreich. Der Marathon fand am 20. April 1986 statt.
Bei den Männern gewann Toshihiko Seko in 2:10:02 h, bei den Frauen Grete Waitz in 2:24:54 h.

## Ergebnisse

### Männer
| Platz | Athlet          | Land                   | Zeit (h) |
| ----- | --------------- | ---------------------- | -------- |
| 01    | Toshihiko Seko  | Japan                  | 2:10:02  |
| 02    | Hugh Jones      | Vereinigtes Königreich | 2:11:42  |
| 03    | Allister Hutton | Vereinigtes Königreich | 2:12:36  |
| 04    | Pat Petersen    | Vereinigte Staaten     | 2:12:56  |
| 05    | Mehmet Terzi    | Türkei                 | 2:13:02  |
| 06    | Yutaka Kanai    | Japan                  | 2:13:42  |
| 07    | Henrik Albahn   | Dänemark               | 2:14:34  |
| 08    | Ieuan Ellis     | Vereinigtes Königreich | 2:14:38  |
| 09    | Geir Kvernmo    | Norwegen               | 2:14:48  |
| 10    | Cidalio Caetano | Portugal               | 2:14:57  |

### Frauen
| Platz | Athletin            | Land                   | Zeit (h) |
| ----- | ------------------- | ---------------------- | -------- |
| 01    | Grete Waitz         | Norwegen               | 2:24:54  |
| 02    | Mary O’Connor       | Neuseeland             | 2:30:52  |
| 03    | Ann Ford            | Vereinigtes Königreich | 2:31:40  |
| 04    | Sylvie Bornet       | Frankreich             | 2:31:43  |
| 05    | Paula Fudge         | Vereinigtes Königreich | 2:32:25  |
| 06    | Kersti Jakobsen     | Dänemark               | 2:32:53  |
| 07    | Julia Gates         | Vereinigtes Königreich | 2:36:31  |
| 08    | Glynis Penny        | Vereinigtes Königreich | 2:38:47  |
| 09    | Jacqueline Hulbert  | Vereinigtes Königreich | 2:39:26  |
| 10    | Deborah Butterfield | Vereinigte Staaten     | 2:41:11  |